# Kaçardoğanşalı, Karakoyunlu
Kacardoğanşalı là một xã thuộc huyện Karakoyunlu, tỉnh Iğdır, Thổ Nhĩ Kỳ. Dân số thời điểm năm 2011 là 751 người.